# Ніка (озеро)
Ніка — гірське озеро в Українських Карпатах (масив Сколівські Бескиди). Розташоване в межах Болехівського району Івано-Франківської області, на північний захід від села Сукіль.
Озеро неправильної овальної форми, завдовжки бл. 50 м. Вода прозора. Довкола озера росте мішаний(смереково-ялицевий та буковий) ліс, трапляються невеликі скелі.
Серед тварин — здебільшого земноводні: тритони карпатський і гірський), жаби, райки, ящірки. Також трапляються гадюки.
Озеро сховане серед лісу та гір від туристів хоч і розташоване неподалік скель Довбуша та гори Ключ.
Найкращий підхід до озера — від кінцевої зупинки маршрутки в с. Труханів Львівської області, піднятись ґрунтовою дорогою на хребет, і на роздоріжжі піти прямо та спуститись до озера.